# Topall

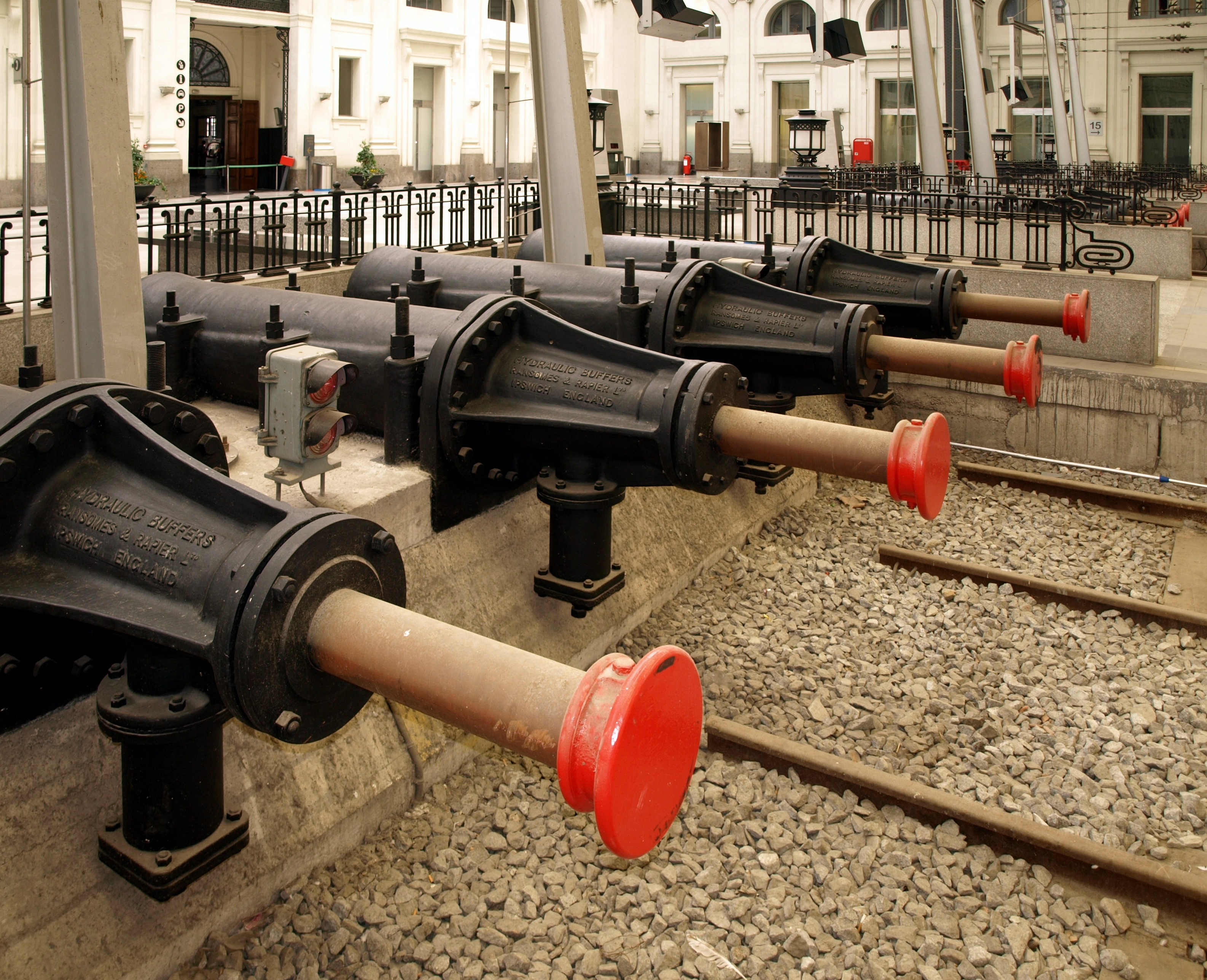
Topalls de l'estació de França de Barcelona.

Un topall és un dispositiu fix generalment col·locat en vies ferroviàries terminals, que tenen la missió de detenir la circulació del tren, si per alguna incidència no s'hagués detingut abans.

## Tipologia
Els topalls poden ser de dos tipus: rígids o deformables. Si bé a RENFE els més estesos són els rígids, generalment de formigó i metàl·lics, cada vegada són més freqüents els topalls deformables del tipus de sabates de fricció. Quan un tren insuficientment frenat xoca contra aquest tipus de topall, el deforma empenyent-lo diversos metres. En aquesta carrera de detenció, el topall arrossega una sèrie de mordasses, les sabates de les quals subjecten fortament la capçalera del carril, funcionant així com a frens. L'energia cinètica del tren es transforma, per tant, en calor en les referides sabates, disminuint la seva velocitat fins a detenir-lo.
Aquestes instal·lacions ferroviàries d'absorció d'energia permeten detenir trens de 1200 tones, a velocitats de 10 km/h, sense que es produeixin danys de consideració sobre el passatge. Per això, aquest tipus d'instal·lació rep el nom de IFAE, acrònim d'Instal·lació Ferroviària d'Absorció d'Energia.